# Свистунов, Гавриил Дмитриевич
Гавриил Дмитриевич Свистунов (1 (20) января 1868, Великие Луки, Российская империя, — 3 мая 1940), кадровый офицер русской императорской армии, участник Первой мировой войны, генерал-майор.

## Биография
Происходил из потомственных дворян, православный. Образование получил в Великолуцком реальном училище (6 классов). По его окончании вступил на военную службу в Выборгский 85-й пехотный полк, рядовым на правах вольноопределяющего. В 1887 году окончил Санкт-Петербургское пехотное юнкерское училище. Высочайшим приказом был выпущен подпоручиком в Уральский 112-й пехотный полк. В чине поручика с 6 мая 1892 года, в чине штабс-капитана с 22 октября 1900 года. Приказом по 28-й пехотной дивизии был утверждён командиром роты (нестроевой). Член суда общества офицеров и офицерского собрания. 19 января 1904 года был зачислен в списки 5-го Финляндского стрелкового полка. Капитан, цензовое командование осуществлял 3-й ротой. В 1912 году окончил курс офицерской стрелковой школы. За отличия по службе был произведён в чин подполковника (05.10.1913) с переводом в 6-й Финляндский стрелковый полк.

### Первая мировая война

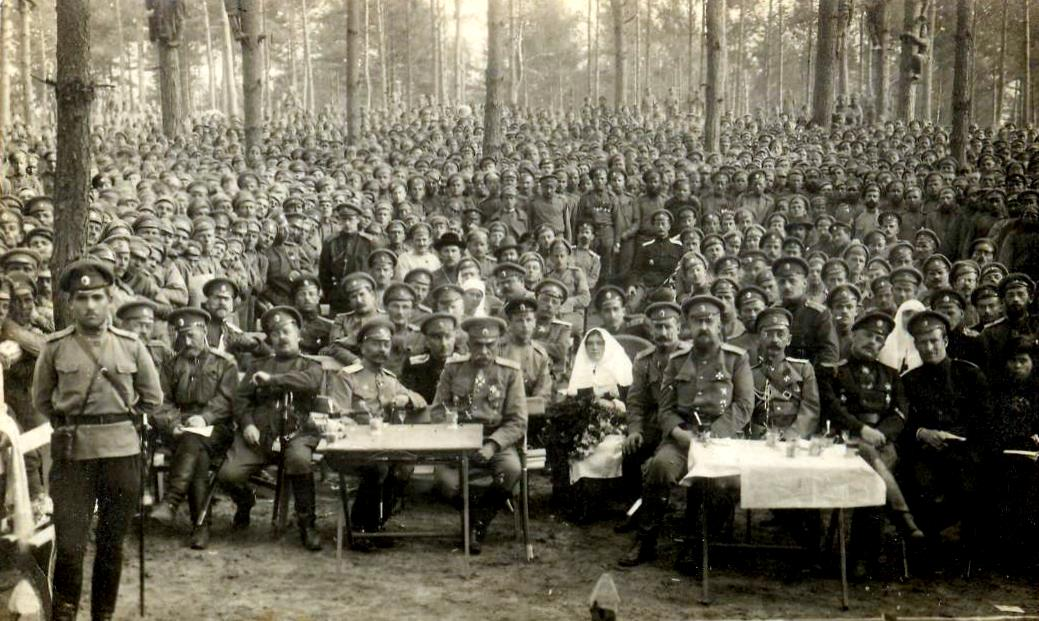
67-я пехотная дивизия 1916 год

С начала сентября 1914 года был назначен командующим 177-го пехотного запасного батальона, в том же месяце переведён в 67-ю пехотную дивизию в распоряжение её командования. С 30 октября 1914 года переведён на службу в Духовщинский 267-й пехотный полк, затем короткое время командовал Вышневолоцким 265-м пехотным полком. 15.12.1914 г., после того, как командир Духовщинского полка во время боя пропал без вести (попал в плен), был назначен командующим данного полка. С 05.02.1915 г. командующий Пореченским 266-м пехотным полком в составе 35-го армейского корпуса. С 16.03. по 21.04.1915 гг. вновь командовал Духовщинским полком. С 21.05.1915 г. командовал 268-м Пошехонским пехотным полком. В чине полковника с 30.08.1915 года. 7-го октября 1915 года был награждён Георгиевским оружием. 20.08.1916 г., за отличия в 267-м Духовщинском полку был награждён Орденом Святого Георгия 4 степени.

268-го пехотного Пошехонского, Гавриилу Свистунову за то, что в боях 6 — 8 декабря 1914 года у д. Курабка, командуя батальоном 267-го пехотного Духовщинского полка и находясь под действительным и губительным огнём противника сумел личным своим примером воодушевить части полка, отбить несколько яростных атак неприятеля и отстоять весьма важный для нас участок позиции. 
— 
С 23.10.1916 г. по 02.05.1917 г., — командир Пошехонского полка. Приказом по Армии и Флоту от 15.04.1917 г. произведён в чин генерал-майора. 2 мая 1917 г., постановлением № 90 полкового комитета полка был арестован и направлен в Петроград. После освобождения 13.06.1917 г. находился в резерве чинов Минского ВО.

Постановление общего собрания 268-го Пошехонского полка о смене командного состава.
 2 мая 1917 год.
Принимая во внимание, что командующий полком генерал-майор Свистунов, полковой адъютант штабс-капитан Шурупов и начальник хозяйственной части подполковник Левицкий, занимавшие должности и до революции, являлись в то время ярыми сторонниками старого режима и, будучи облечены всей полнотой власти присвоенной им по должности, стали часто злоупотреблять ею, восстановив против себя нижних чинов.
 Собрание полка, состоявшееся 2 мая 1917 года постановило: генерал-майора Свистунова, штабс-капитана Шурупова и подполковника Левицкого арестовать и препроводить в распоряжение исполнительного комитета совета рабочих и крестьянских депутатов в г. Петрограде. Вместе с сим, признавая серьёзность настоящего момента и находясь почти в непосредственной близости с противником собрание не находит возможным оставить должность командира полка, полкового адъютанта и начальника хоз. части…
Сегодня решение это приведено в исполнение, арестованные отправлены на станцию Кривичи и во временное командование полком вступил поручик Ивашкевич.
— 
С августа 1917 года командовал 26-й пехотной запасной бригадой, затем 20-й пехотной запасной бригадой. 26.03.1918 г. был уволен со службы по предельному возрасту. При советской власти проживал в Псковской области, работая счетоводом. В 1931 году был осуждён органами НКВД по ст. 58-10-11 УК РСФСР на три года ссылки в северный край. В 1940 году был вновь арестован, обвинялся по ст. 58-1"а", 58-8-9-11 УК РСФСР, и 3 мая 1940 года, умер в тюрьме НКВД. Реабилитирован 5-го января 1957 года.

## Награды[8]
- Георгиевское оружие[9]
- Орден Святого Георгия 4 степени[10]
- Орден Святого Владимира 4 степени с мечами и бантом
- Орден Святого Владимира 3 степени с мечами
- Орден Святой Анны 3 степени
- Орден Святой Анны 2 степени
- Орден Святого Станислава 3 степени
- Орден Святого Станислава 2 степени